# رندی هولتگرن
رندی هولتگرن (به انگلیسی: Randy Hultgren) نمایندهٔ حوزه انتخابیه چهاردهم ایلی‌نوی از حزب جمهوری‌خواه ایالات متحده آمریکا در مجلس نمایندگان ایالات متحده آمریکا است که برای نخستین‌بار در ۳۸ ژانویه ۲۰۱۱ میلادی به‌عضویت این مجلس درآمد.